# 新北凱撒勇士女子壘球隊
新北凱撒勇士女子壘球隊，簡稱新北凱撒勇士，是企業女子壘球聯賽的球隊之一。

## 簡介
球隊由凱撒大飯店贊助，球隊由台灣師範大學女壘隊為主體。2021年3月19日，凱撒集團與新北市政府簽訂合作冠名，所以2021年賽季以新北凱撒勇士女子壘球隊參賽。

## 隊職員及球員名單
| 領隊   | 宋守智 |
| 總教練 | 韓幸霖 |
| 教練   | 陳妙怡 |
| 教練   | 陳美分 |
| 教練   | 李毓玲 |
| 教練   | 潘慈惠 |

## 外部連結
- 凱撒勇士女子壘球隊的Facebook專頁